# 카타르의 농업

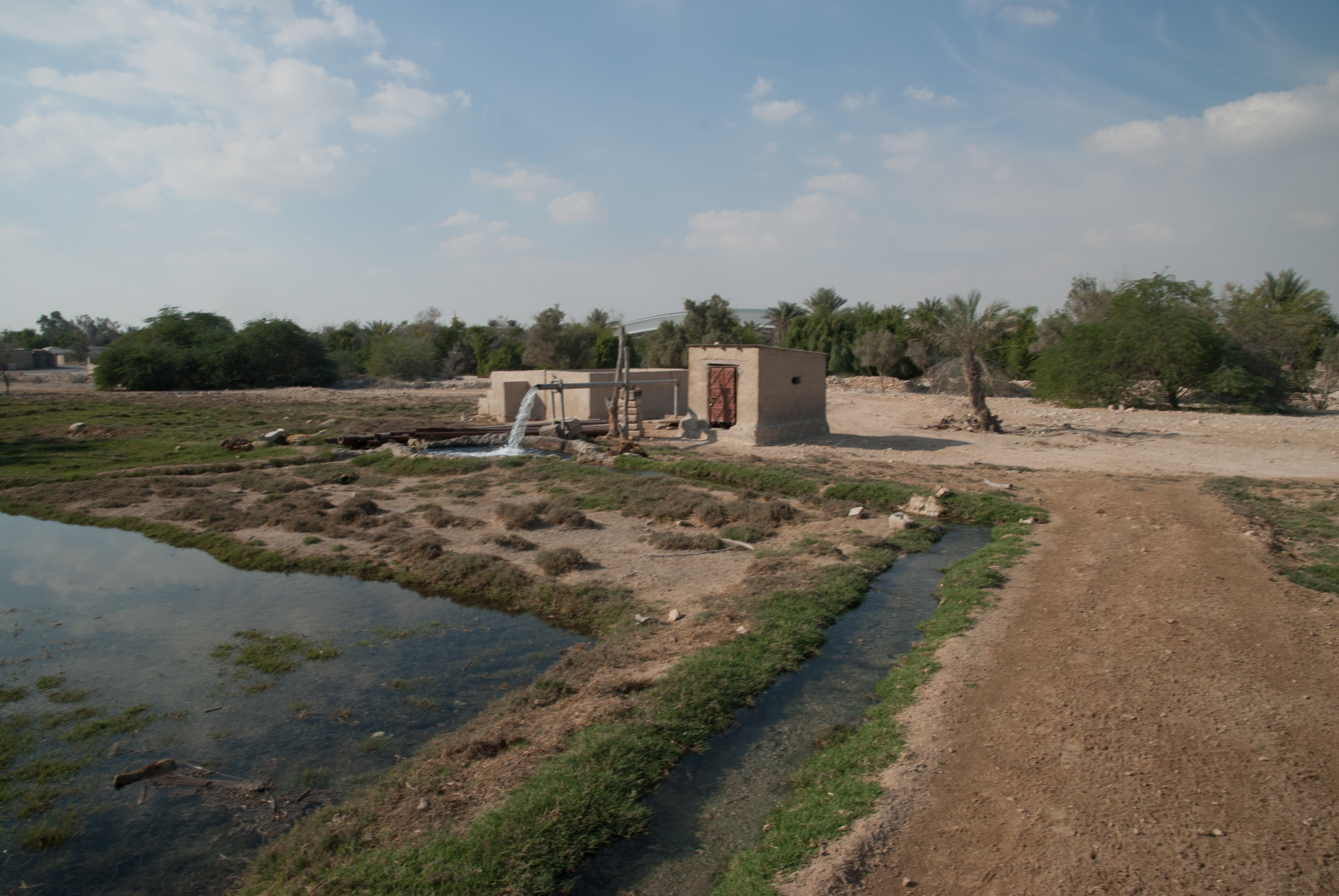
알라이얀 지방의 농경지로, 알라이안은 아랍어로 "관개의 원천"이라는 뜻이 있다.

카타르의 농업은 기후가 건조하고 농경지가 부족하기 때문에 원초적으로 어려움이 있다. 하지만 20세기 전까지만 해도 소규모 농업, 유목업, 어업이 생업의 필수 수단이었으며, 1939년 석유 추출 개시 이전까지만 해도 진주 채취와 낚시가 카타르 지방의 주요 수입원이었다.
현재 생업의 필수 수단으로서의 농업의 의미는 많이 퇴색되었지만, 카타르 정부는 식량의 자급률을 높이기 위해 농업 및 어업을 장려하려고 시도하기도 했다.

## 역사
카타르 반도에서 가장 먼저 경작된 작물은 대추야자였으며, 청동기 시대 초반에 이루어진 대추야자 교역은 카타르 경제에 큰 영향을 주었다. 대추야자 잎은 건축 재료로서 널리 사용되기도 했다. 하지만 카타르의 기후는 대규모 작물 경작에 적합하지 않았기 때문에, 진주 채취를 통해 얻은 이득보다 수익이 크지는 못했다. 카타르 주변 바다에는 진주가 풍부한 지역이 많았기 때문에 20세기 석유 발견 전까지 카타르 주민들에게 가장 큰 경제적 이익을 안겨 주었다. 일부 지역에서는 진주 교역을 낙타 사육으로 보충하기도 했다. 어업 또한 경제에서 중요하게 다뤄졌다.
존 고든 로리머는 자신이 1908년에 쓴 책 《페르시아만, 오만, 중앙아라비아 지명 사전》에서 이주민들의 농업에 대해 기록을 남겼다.
카타르의 생계 수단 중 핵심적이고 거의 유일하다 할 수 있는 것은 진주 채취로, 몇몇 지역에서는 낙타 사육으로 보충하기도 한다. 농업은 거의 존재하지 않는다. 대추야자는 알루크타. 알마키바흐, 무샤이리브, 누아비아흐, 사카흐, 알사카마, 알와크라흐에서 소규모로 재배되며, 위 지역을 제외한 곳에서 농작물이 재배되는지는 확실하지 않다. 야생 대추 무리는 도하트-아스-살와 근방 서부 해안에서 극히 적게 발견된다. 이주한 주민들은 낙타와는 다르게 말 또는 소를 거의 사육하지 않으며, 판매보다는 자신의 소유를 목적으로 한다. 베두인이 양 및 염소를 사육하기도 한다. 지역 해안가를 따라 어업도 진행된다. 카타르의 베두인에게는 위의 언급이 적용되지 않으며, 일반적인 아랍 유목민 및 다른 지역의 베두인과 비슷한 생활 양식을 지킨다.

| 도시          | 어선 | 낙타 | 말  |
| ------------- | ---- | ---- | --- |
| 코르 하산     | 5    | 20   | 0   |
| 아부다로프    | 10   | 30   | 0   |
| 아르 루아브스 | 10   | 20   | 4   |
| 푸와이리트    | 12   | 100  | 20  |
| 알타키라      | 5    | 10   | 0   |
| 알코르        | 30   | 100  | 0   |
| 시마이스마    | 10   | 70   | 6   |
| 알다옌        | 10   | 60   | 10  |
| 루살리        | 3    | 70   | 20  |
| 도하          | 90   | 800  | 150 |
| 알와크라흐    | 30   | 150  | 40  |

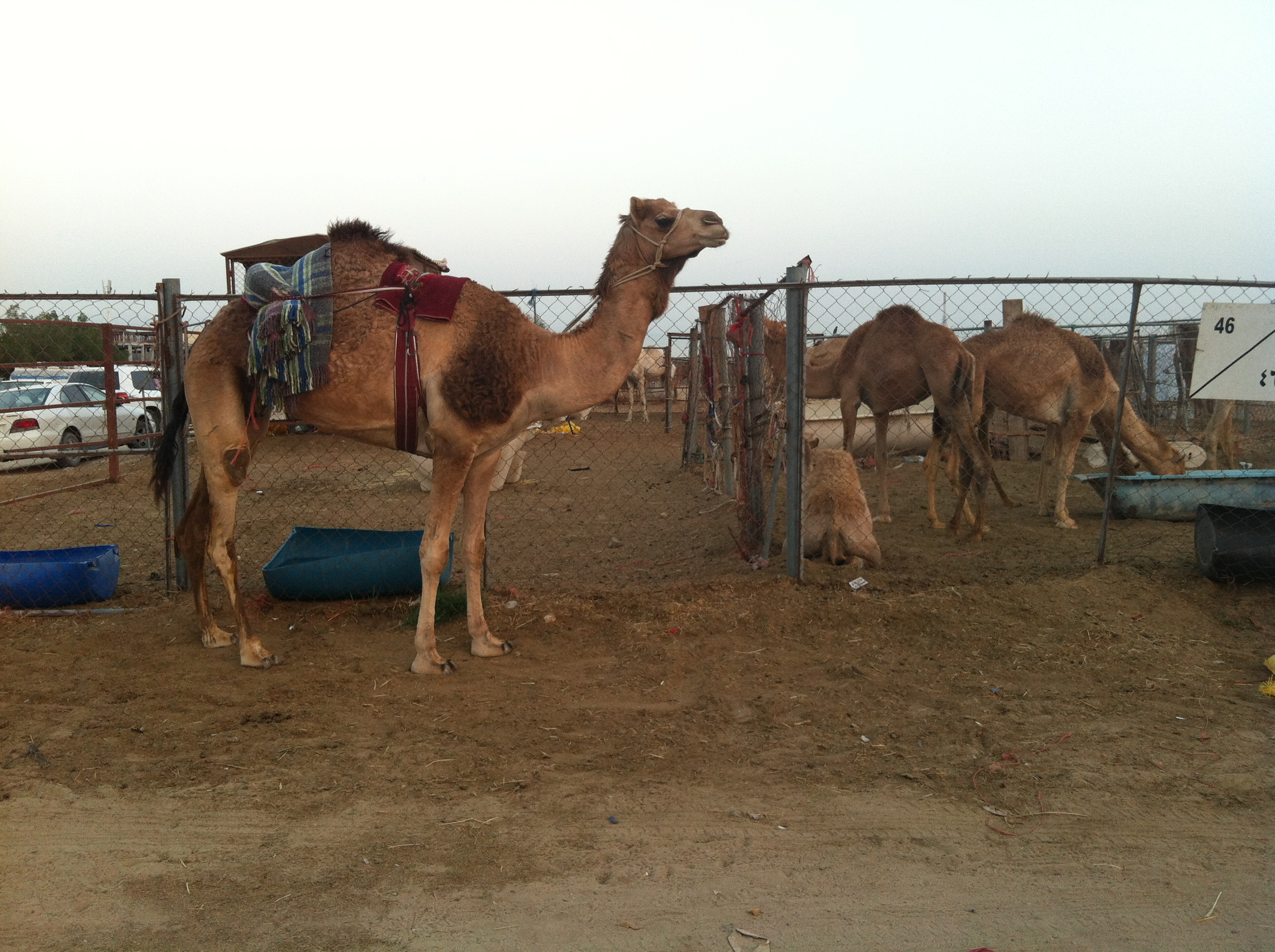
카타르의 낙타 농장.

1950년대~1960년대에 카타르가 석유 시추로 많은 돈을 벌어들이자, 카타르의 식량 수입 능력이 증가하여 농업에 종사하는 사람 수가 급감했다.
1970년대 초 식량 가격이 상승하자, 카타르 정부는 식량 자급자족의 필요성을 인식하기 시작했다. 1974년 초 카타르는 아랍농업개발기구에 연구자를 파견해 자국의 농업에 대해 연구해 줄 것을 요청했고 유엔의 육지 및 해양 자원에 대한 보고서와 대조하였다. 1974년 7월 시작한 연구는 같은 해 11월 정부에 보고서를 제출하면서 종료되었다. 같은 해 9월에는 카타르에서 자국의 농업을 증진시키기 위한 방법을 찾기 위한 위원회를 조직하였다. 또 같은 해 카타르 정부 부처의 보고서에서는 농업은 카타르의 총 GDP의 0.65%만을 차지한다는 것이 밝혀졌다.

## 경작 및 생활양식

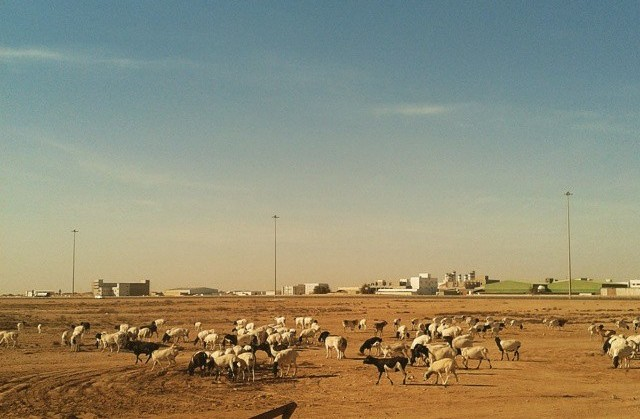
건조한 카타르 지역의 염소 방목지.

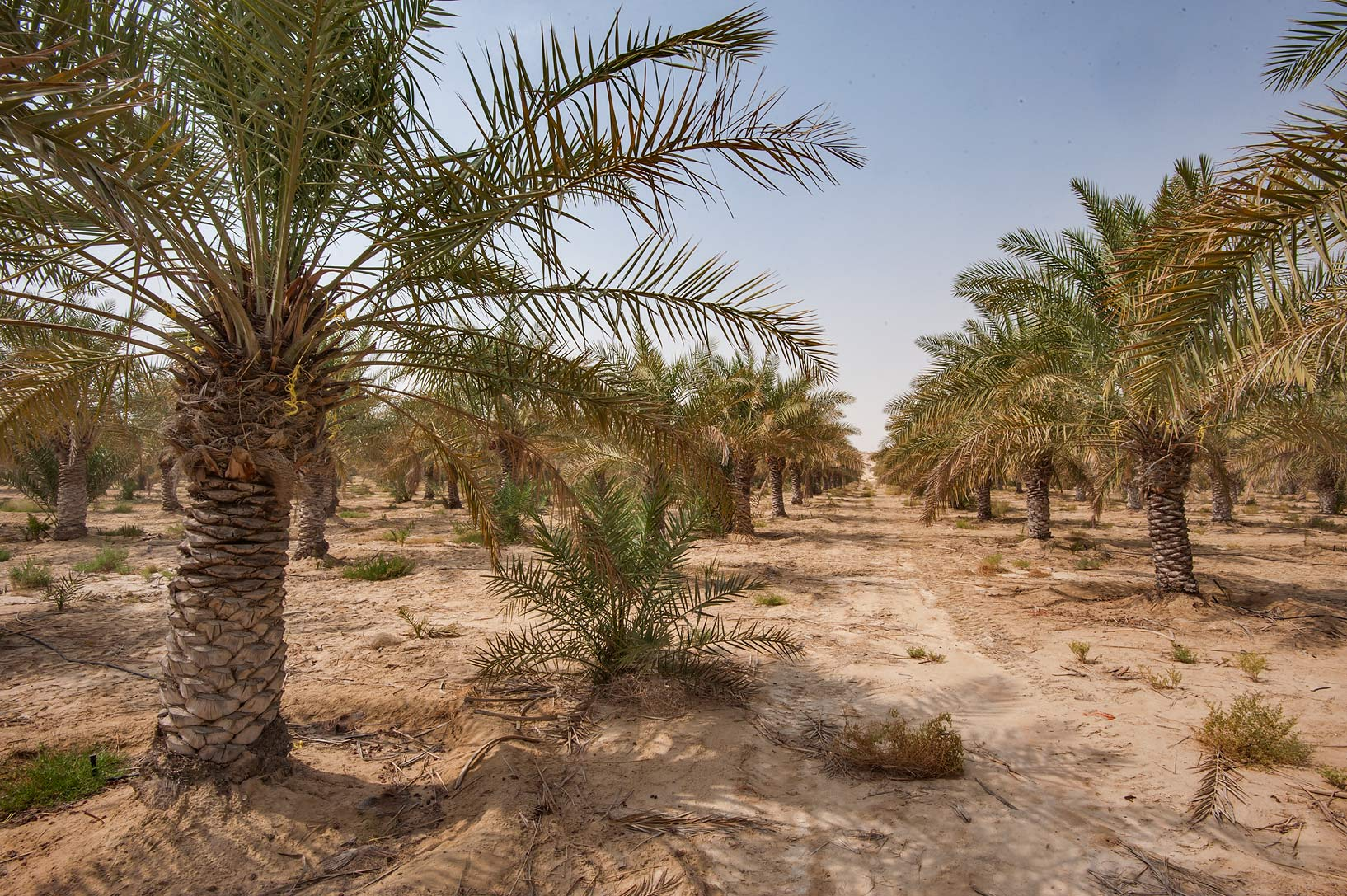
카타르 남부 알마샤비야의 대추야자 플랜테이션.

카타르의 토지 중 2.5% (28,000 헥타르) 만이 목초지로서 기능한다. 이 수치는 20년 전부터 기하급수적으로 증가해 온 것으로, 1980년에 256 헥타르밖에 되지 않았지만 1996년 8,312 헥타르까지 증가한 후 현재는 2만 8천 헥타르 이상이다.
현재 경제에서 농업은 매우 적은 부분을 차지한다.1994년 기준 농업 토지 8,312 헥타르 중 2,345 헥타르만이 영구농작물 재배에 쓰였고, 나머지 5,987 헥타르는 일년생농작물을 재배했다. 영구농작물 중 가장 많은 수는 대추야자였다. 당근, 감자, 양파, 사료무 등 뿌리채소 또한 카타르 농장에서 재배되는 주요 작물이다.
1960년~1970년 사이에 농업이 성장했다. 농장의 수는 4배 증가했다. 일반적으로 카타르의 지주들은 정부기관에서 근무하며 파키스탄이나 아랍계 외국인 노동자를 고용하는 경향이 있다. 1990년 기준 경작지의 48%는 채소(23,000톤), 33%는 과일 및 대추야자(8,000톤), 11%는 먹이(70,000톤), 8%는 곡물(3,000톤) 생산에 사용되었으며, 양 128.000마리, 염소 78,000마리, 낙타 24,000마리, 소 10,000마리, 말 1,000마리를 사육했다. 낙농업도 있어 닭 2,000마리를 사육했다. 달걀의 요구량 20%는 카타르에서 현지 조달된다. 농업 및 어업 장려 정책에도 불구하고, 둘을 합쳐도 1989년 기준 국내총생산의 1%만을 차지했다.
2017년 7월, 2017년 카타르 외교 위기로 인한 사우디아라비아와의 국경 폐쇄로 인해, 카타르는 일일 수요량의 3분의 1인 소 4천 마리를 비행기로 공수한다는 계획을 발표했다. 이후 계획은 2018년까지 일일 수요량을 충족시키기 위해 추가로 소 1만 마리를 수입한다고 수정되었다. 카타르 지방자치 및 환경부에 따르면 육류, 유제품, 작물 생산량은 카타르 외교 위기 발발 시점인 2017년 6월부터 2018년 3월까지 400% 증가했으며, 수요량의 98%가 충족되고 있다.

### 토양
카타르의 토양은 모래질 롬부터 무거운 석회질 점토까지 다양하다. 경작 대부분은 롬 점토 토양에서 이루어지지만, 염분이 높고 영양소가 적으며 물 투과율이 높은 문제점이 있다. 카타르는 대부분 미풍화토양으로 이루어져 있으며, 층 발달이 이루어지지 않아 매우 얕다.

## 진주
1939년 석유 발견 전까지 카타르의 주요 수입원은 진주 채취였다. 카타르 영해에는 진주 생산지가 약 85곳 존재한다. 역사적으로 진주 수확은 3기로 나뉘었다. "한시야흐→Hansiyah"는 4월 중순에 시작되어 40일간 지속된다. "가우스 알 케비르→Ghaus Al Kebir"는 진주 수확기의 중심으로 5월부터 9월까지 지속된다. "루다흐→Ruddah"는 9월 말부터 10월 초까지였다. 다우의 일종인 삼북이 전통적으로 진주 채취에 이용되었다. 18세기부터 20세기까지는 진주가 뭄바이로 보내져 분류된 다음 유럽 시장으로 보내졌다. 남은 진주는 바그다드 시장으로 흘러들어갔다.
| 도시          | 어선 | 승무원 |
| ------------- | ---- | ------ |
| 코르 하산     | 20   | 240    |
| 아부다로프    | 20   | 200    |
| 아르 루아브스 | 18   | 270    |
| 푸와이리트    | 35   | 420    |
| 알타키라      | 15   | 180    |
| 알코르        | 80   | 1200   |
| 시마이스마    | 50   | 600    |
| 알다옌        | 70   | 840    |
| 루살리        | 9    | 90     |
| 도하          | 350  | 6300   |
| 알와크라흐    | 150  | 2550   |

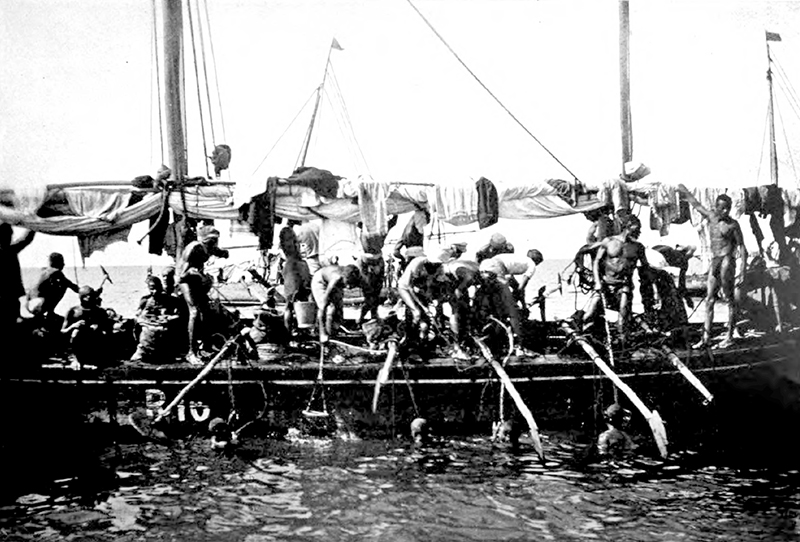
페르시아만에서의 진주 채취.

카타르 북서부 해안의 정착지인 주바라흐는 근방에서 가장 크고 보존 상태가 양호한 진주 채취 정착지이다. 주바라흐는 18세기에 전성기를 맞았는데, 진주 생산지와 근접해 있고 페르시아만 항로의 중간에 있는 큰 항구라는 점에서 주로 엠포리엄(대형 상점)으로서 기능했다. 진주 양식 도입 및 20세기 대공황을 거치며 대부분의 카타르 주민이 진주를 포기했다.

## 어업
1966년 카타르 영해에서 새우를 잡아 냉장 공장에서 가공하기 위해 카타르 국립 어업 기업이 설립되었다. 도하에서 잡히는 물고기들의 주요 수출지는 일본이다.

## 한계

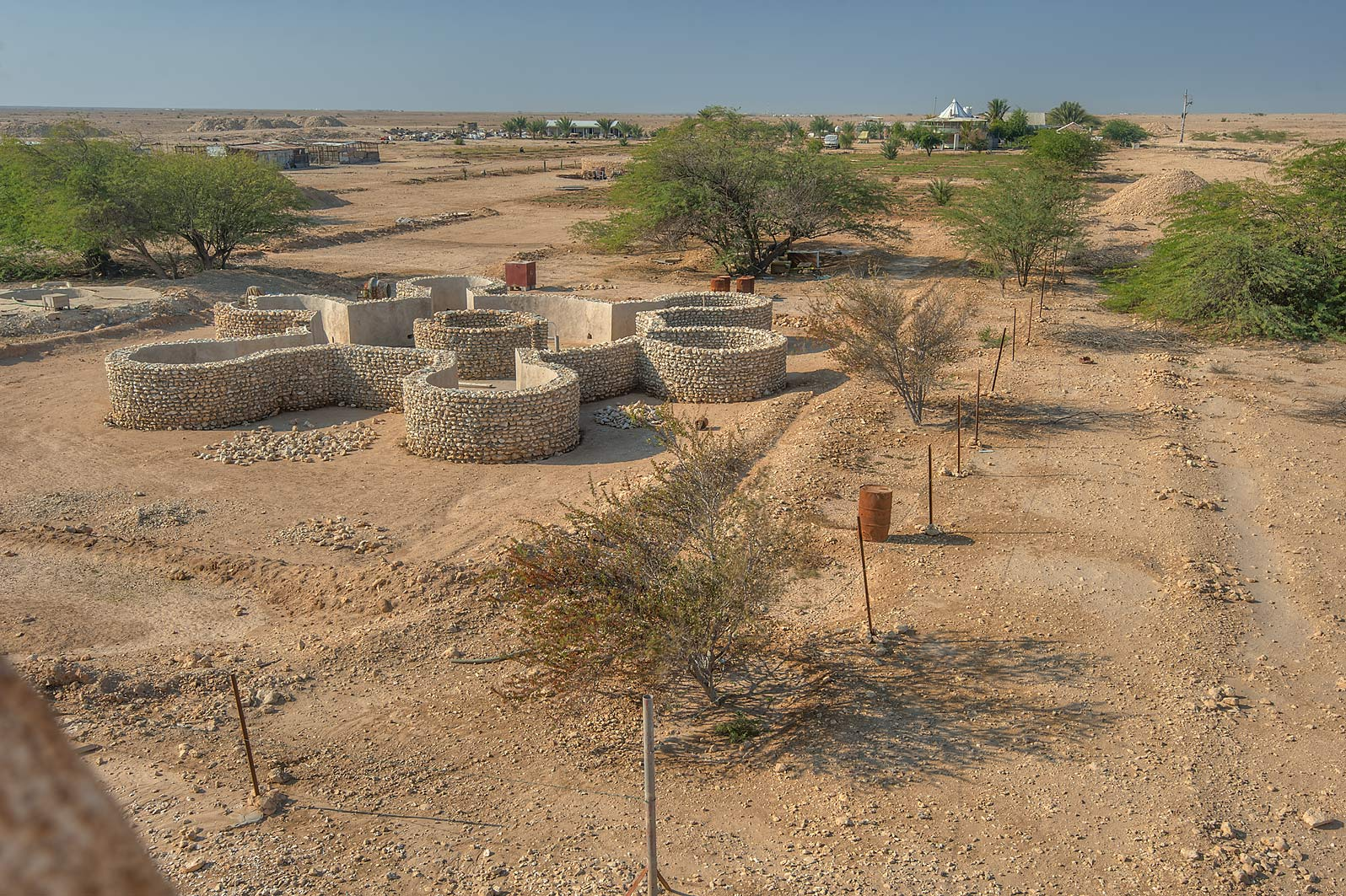
카타르 북부 아트 타가브의 농경지.

극심한 고온, 수자원 부족, 비옥한 토양 부족으로 인해 카타르의 농업 생산량은 저하되어 있다. 102만 헥타르에 달하는, 카타르 반도의 대부분을 차지하는 미풍화토양은 매우 얕기 때문에 농작물 재배에 적합하지 않다. 얼마 되지 않는 지하수를 통해 몇 지역에서는 농경이 가능하지만, 급속도로 고갈되어 해수가 역류하여 내염 식물 이외에는 자라지 못하는 땅이 늘어나고 있다. 1966년 지하수 사용 속도는 1년당 2천만 m³였지만, 2000년에는 1억 2천만으로 증가했다. 연구에 따르면 대수층이 2025년에는 완전히 고갈될 것이다.

## 같이 보기
- 카타르
- 농업
- 진주